# Anaxipha stolzmannii
Anaxipha stolzmannii är en insektsart som först beskrevs av Bolívar, I. 1881.  Anaxipha stolzmannii ingår i släktet Anaxipha och familjen syrsor. Inga underarter finns listade i Catalogue of Life.